# Liste der Bischöfe von Islington
Die Liste der Bischöfe von Islington stellt die bischöflichen Titelträger der Church of England, der Diözese von London, in der Province of Canterbury dar. Der Titel wurde nach dem Ortsteil von London Islington benannt.
| Liste der Bischöfe von Islington | Liste der Bischöfe von Islington | Liste der Bischöfe von Islington | Liste der Bischöfe von Islington |
| -------------------------------- | -------------------------------- | -------------------------------- | -------------------------------- |
| Von                              | Bis                              | Name                             | Anmerkungen                      |
| 1898                             | 1923                             | Charles Turner                   |                                  |
| 1923                             | 2015                             | Abeyance                         | Abeyance                         |
| 2015                             | Gegenwart                        | Ric Thorpe                       |                                  |